# Blackburn Firebrand
Blackburn Firebrand − brytyjski pokładowy samolot myśliwski i myśliwsko-torpedowy zaprojektowany i zbudowany w wytwórni lotniczej Blackburn Aircraft, używany w ograniczonych ilościach w latach 1945–1953.

## Rozwój konstrukcji

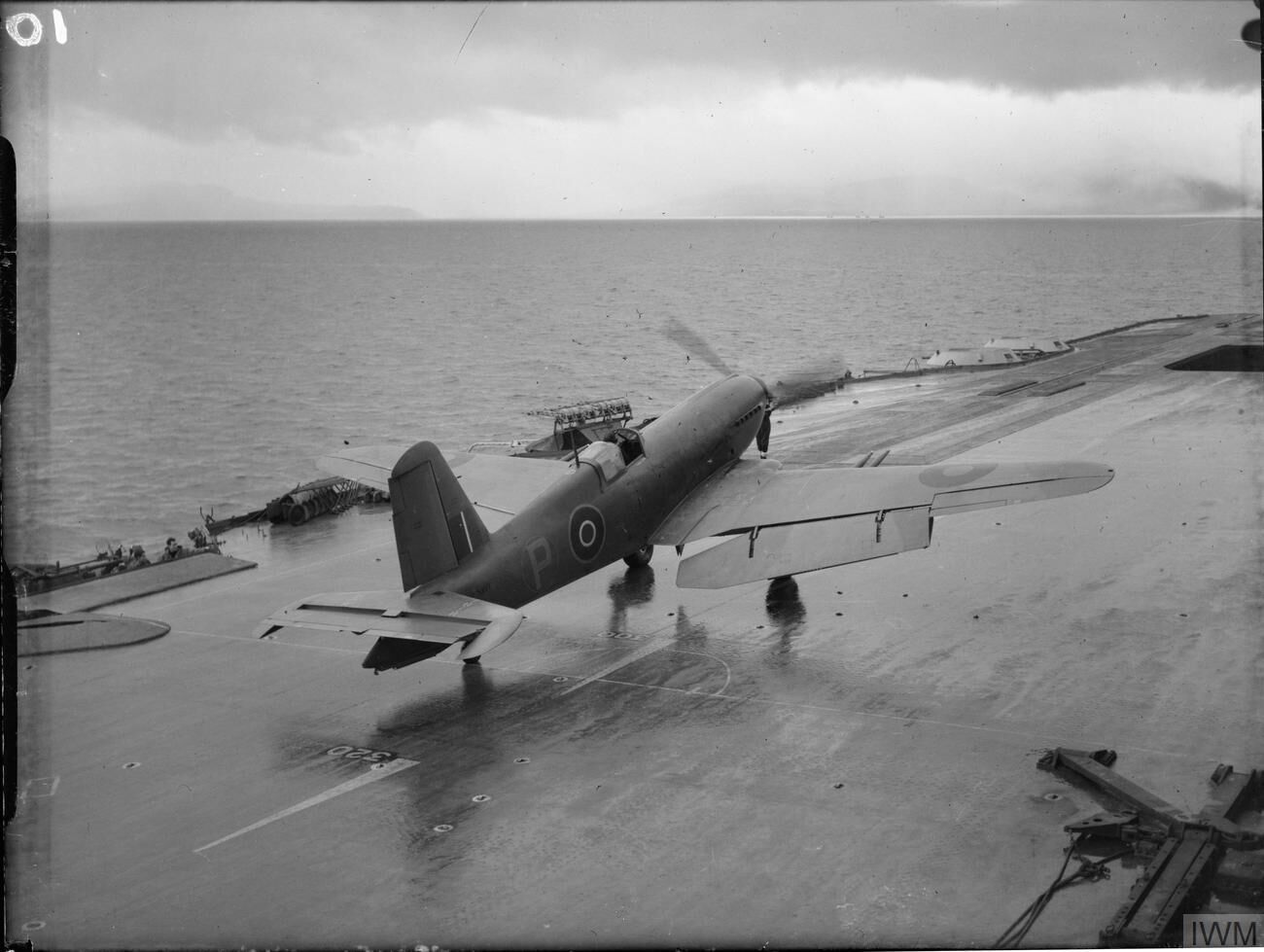
Prototyp Firebrand TF Mk II na pokładzie HMS Illustrious

Firebrand powstał według wymagań brytyjskiego Ministerstwa Lotniczego nr N.9/39 na jednomiejscowy pokładowy samolot myśliwski przeznaczony dla Fleet Air Arm. Płatowiec miał być napędzany silnikiem rzędowym (w układzie H) Napier Sabre III o mocy 2305 hp i uzbrojony w co najmniej cztery karabiny maszynowe. Po przedstawieniu projektu, Ministerstwo Produkcji Lotniczej zleciło w grudniu 1940 roku wytwórni Blackburn budowę trzech prototypów, z których pierwszy, nieuzbrojony, został oblatany 27 lutego 1942 roku. Oblot drugiego prototypu, uzbrojonego w cztery działka kal. 20 mm, odbył się 15 lipca tegoż roku. Był on wzorcem do budowy seryjnych samolotów nazwanych Firebrand F.Mk I (F – fighter – myśliwiec). W lutym 1943 przeprowadzono pierwsze próby samolotu na pokładzie lotniskowca HMS „Illustrious”. Ministerstwo Produkcji Lotniczej jednak spowodowało zaprzestanie rozwoju myśliwskiej wersji Firebranda, gdyż w silniki Napier Sabre były wyposażane myśliwce Hawker Typhoon, których budowa była priorytetem. Mimo to, nakazano dalszy rozwój samolotu jako myśliwsko-bombowo-torpedowego.
Drugi prototyp Firebranda został następnie przebudowany na prototyp wersji myśliwsko–torpedowej TF.Mk II (TF – torpedo fighter, ukończony 31 marca 1943). Przebudowa polegała na dostosowaniu samolotu do przenoszenia pod centropłatem jednej torpedy lub alternatywnego ładunku bomb. Jednak, z powodu braku dostępnych silników Sabre, wybudowano jedynie dziewięć egzemplarzy wersji Mk I i dwanaście egzemplarzy Mk II.
Kolejną wersją rozwojową był samolot Firebrand TF.Mk III napędzany mniej deficytowym silnikiem gwiazdowym Bristol Centaurus VII o mocy 2400 hp. Prototyp tej wersji został oblatany 21 grudnia 1943 roku. W związku z problemami ze sterownością samolotu, zbudowano jedynie dwa prototypy (przebudowane z samolotów Mk I) i 27 egzemplarzy seryjnych tej wersji.
Aby wyeliminować niedostatki wersji Mk III, konstruktorzy zaproponowali powiększenie powierzchni statecznika i steru kierunku oraz odchylenie ich nieco w prawą stronę. Nowy samolot otrzymał także mocniejszy silnik Bristol Centaurus IX oraz hamulce aerodynamiczne do bombardowania z lotu nurkowego. Pierwszy tak zmodyfikowany samolot został oblatany 17 maja 1945 roku. Dopiero ta wersja, nazwana Firebrand TF.Mk 4 (początkowo TF.Mk IV), została skierowana do produkcji seryjnej. Ostatnią wersją rozwojową był Firebrand TF Mk 5, różniący się od poprzedniej niewielkimi poprawkami aerodynamiki i mechaniki płatowca. Wariant TF. Mk 5A miał dodatkowo hydrauliczne wspomaganie lotek. Łącznie wybudowano 102 samoloty Mk 4 i 68 Mk 5. Produkcję samolotu zakończono w 1947 roku.

## Użycie operacyjne
Produkcja Firebranda nigdy nie była priorytetem w wojennych warunkach Wielkiej Brytanii. Pierwsze samoloty Firebrand TF Mk II zostały dostarczone do 708 Dywizjonu FAA, stacjonującego w Lee-on-the-Solent, pełniącego funkcję jednostki doświadczalnej. Był to jedyny dywizjon FAA, wyposażony w Firebrandy przed zakończeniem II wojny światowej. Pierwszym dywizjonem operacyjnym, który otrzymał (1 września 1945 roku) samoloty Firebrand TF.4, był 813 Dywizjon FAA w bazie Ford. Od grudnia 1947 stacjonował na lotniskowcu HMS „Illustrious”, później HMS „Implacable”. Poza tym służyły one jeszcze w 827. Dywizjonie FAA, sformowanym w grudniu 1950 i stacjonującym na Malcie,  a następnie na lotniskowcach „Illustrious” (od października 1951) i HMS „Eagle”. W 1953 roku zostały ostatecznie zastąpione w obu jednostkach lotnictwa floty przez samoloty Westland Wyvern.

## Opis konstrukcji
Jednomiejscowy, jednosilnikowy dolnopłat konstrukcji całkowicie metalowej. Podwozie klasyczne z kółkiem ogonowym, chowane w locie. Napęd, w zależności od wersji, stanowił silnik rzędowy Napier Sabre III (F Mk I i TF Mk II) lub silnik gwiazdowy Bristol Centaurus. Uzbrojenie stanowiły cztery działka lotnicze Hispano II kal. 20 mm. W wersji myśliwsko – torpedowej samolot mógł przenosić pod kadłubem jedną torpedę o masie 839 kg lub bomby lotnicze o łącznej masie do 908 kg na dwóch zaczepach podskrzydłowych.